# Bartłomiej Błaszkiewicz
Bartłomiej Błaszkiewicz (ur. 1972) – polski anglista, doktor habilitowany nauk humanistycznych, profesor uczelni Uniwersytetu Warszawskiego. Kierownik Zakładu Literatury Brytyjskiej w Instytucie Anglistyki UW.

## Kariera naukowa
23 maja 2000 r. uzyskał na Wydziale Neofilologii UW stopień doktora nauk humanistycznych w dyscyplinie literaturoznawstwa na podstawie pracy The Function of Time and Space in John Milton’s Paradise Lost, której promotorką była Grażyna Bystydzieńska. 2 kwietnia 2010 uzyskał na tym samym wydziale i w tej samej dyscyplinie stopień doktora habilitowanego na podstawie dorobku naukowego oraz rozprawy Formuliczność ustna w wierszowanym romansie okresu średnioangielskiego. W 2015 r. otrzymał stanowisko profesora uczelni UW.